# خاطفو طائرات هجمات 11 سبتمبر
بلغ عدد الخاطفين الذين دبروا هجمات 11 سبتمبر 2001 من جنسيات عربية ومسلمة وهم 15 سعوديا وإمارتيان ومصري ولبناني وجميعهم ينتمون إلى تنظيم القاعدة. وكان من المفترض أن ينضم لهم شاب سعودي آخر هو تركي المطيري كان من اختيار زعيم تنظيم القاعدة بن لادن نفسه فيما تشتبه السلطات الأمريكية في أن يكون الخاطف العشرون هو محمد مانع القحطاني. ويعد الشاب المصري محمد عطا هو أمير هذه الجماعة والمخطط المنفذ ومحدد الزمان والمكان لهجمات الحادي عشر من سبتمبر. حيث أنه هو من أحاط بن لادن علما بتفاصيل العملية يوم الخميس 6 سبتمبر 2001 عبر وسيط هو رمزي بن الشيبة. على أن السلطات الأمريكية تجزم بأن العقل المدبر الذي اختار الهجوم بالطائرات إنما هو خالد شيخ محمد المسؤول كذلك عن تفجير مركز التجارة العالمي 1993 وتفجيرات بالي 2002.
ورد في تقرير لجنة 9/11 أن تسعة من الخاطفين عرفهم الحاسوب أثناء التفتيش على أنهم مشتبهون قبل صعودهم للطائرات وخضعت حقائب بعضهم للكشف عن المتفجرات لكن لم يظهر شيء، فيما كان حمل السكاكين والأمواس متاحا حينذاك.

## الطائرة الأولى رحلة 11
قاد الطائرة الأولى التي اصطدمت بالبرج الشمالي من مركز التجارة العالمي هو محمد عطا نفسه ومعاونوه هم عبدالعزيز العمري والشقيقان وائل الشهري ووليد الشهري وسطام السقامي وأورد تقرير لجنة التحقيق أن عراكا حصل على متن الطائرة بين محمد عطا وعبد العزيز العمري وبين ضابط في الجيش الإسرائيلي يدعى دانيال ليوين تمكن سطام السقامي من معاجلته بطعنة في ظهره. وحسب التقرير فإن محمد عطا نفسه أوقف في المطار للتفتيش وبدا غاضباً من إجراءات التفتيش الإضافية.

## الطائرة الثانية رحلة 175
وهي الطائرة التي ضربت البرج الجنوبي من مركز التجارة العالمي أمام عدسات التلفاز في بث حي من موقع الأحداث وكان على متنها مروان الشحي ومهند الشهري وأحمد الغامدي وحمزة الغامدي وفايز بن حماد.

## الطائرة الثالثة رحلة 77
وهي التي ضربت جناح البنتاغون وقادها السعودي هاني حنجور ومعه الشقيقان نواف الحازمي وسالم الحازمي وخالد المحضار.

## الطائرة الرابعة رحلة 93
سقطت هذه الطائرة في حقول زراعية في ولاية بنسلفانيا وربانها هو اللبناني زياد جراح فيما كان معاونوه من السعوديين وهم سعيد الغامدي وأحمد الغامدي وأحمد النعمي. وكان هدف الخاطفين اسقاطها على مبنى الكونغرس الأمريكي في واشنطن لكن مقاومة الركاب حالت دون بلوغ هدفهم واجبر الخاطفون على إسقاطها.

## إحالات
1. ↑  (6:45 a.m.-7:40 a.m.) September 11, 2001: Three Flight 11 Hijackers Selected for Additional Screening When They Pass through Airport Security. نسخة محفوظة 18 أكتوبر 2016 على موقع واي باك مشين.
2. ↑  تقرير 11 أيلول يشير إلى تدريبات لـ"القاعدة" في مخيمات "حزب الله" في البقاع عام 1993.نسخة محفوظة 06 يناير 2009 على موقع واي باك مشين.
3. ↑  "Fayez Bannihammad". web.archive.org. 2 ديسمبر 2018. مؤرشف من الأصل في 2018-12-02. اطلع عليه بتاريخ 2021-09-08.{{استشهاد ويب}}:  صيانة الاستشهاد: BOT: original URL status unknown (link)